# 吳鑑 (隆慶進士)
吳鑑（1532年—？），字順應，江西建昌府南城縣人，民籍，明朝政治人物。

## 生平
嘉靖四十年（1561年）辛酉科江西鄉試第三十七名舉人。隆慶二年（1568年）中式戊辰科會試第二十四名，三甲第三百零二名進士。官四川南充县知县。

## 家族
曾祖吳京；祖父吳仕明；父吳一轟，母章氏。慈侍下。兄吴镇。弟吴锐。